# Copa Gobierno Regional
La Copa Gobierno Regional fue un torneo de fútbol amistoso de partido único, que se realizó en enero del año 2009 y 2010. Participaron Santiago Wanderers y Everton de Viña del Mar, sirviendo de carácter preparativo para las respectivas competencias.
Esta copa se disputaba para realizar el Clásico porteño y llevaba el nombre de Gobierno Regional, ya que fue creada por el gobernador de la provincia de Valparaíso.

## Edición 2009
| 17 de enero de 2009, | Everton                  | 2:2 (2:0) | Santiago Wanderers     | Estadio Sausalito, Viña del Mar                                              |                                                                              |
|                      | Rojas 37' · Miralles 45' |           | López 48' · Méndez 62' | Asistencia: 11.000 espectadores app. espectadores Árbitro(s): José Henríquez | Asistencia: 11.000 espectadores app. espectadores Árbitro(s): José Henríquez |

| Definición por penales |  |     |  |         |
| ???                    |  | 1:0 |  | Luco    |
| Gutiérrez              |  | 1:1 |  | Alfaro  |
| Reyes                  |  | 1:2 |  | Carilao |
| Ramírez                |  | 2:3 |  | Soto    |
| Riveros                |  | 3:4 |  | Godoy   |

## Edición 2010
| 14 de enero de 2010, | Everton                                    | 3:1 (0:1) | Santiago Wanderers | Estadio Sausalito, Viña del Mar                               |                                                               |
|                      | Bogado 51' · Guevgeozián 62' · Freitas 88' |           | Gigena 44'         | Asistencia: 10.000 app. espectadores Árbitro(s): Carlos Ulloa | Asistencia: 10.000 app. espectadores Árbitro(s): Carlos Ulloa |

## Palmarés
| Año  | Club               |
| ---- | ------------------ |
| 2009 | Santiago Wanderers |
| 2010 | Everton            |